# Tiemme
Tiemme S.p.A., stilizzata come tiemme e abbreviazione di Tiemme Toscana Mobilità, è una società italiana attiva nei settori del trasporto pubblico locale e del noleggio con conducente di autobus e pullman gran turismo. Fino al 2021 ha gestito il servizio di trasporto pubblico locale nelle provincie toscane di Arezzo, Grosseto e Siena ed in parte della provincia di Livorno.

## Storia
Tiemme fu costituita il 22 luglio 2010 da quattro aziende di trasporto pubblico locale toscane: ATM di Piombino, TRAIN di Siena, RAMA di Grosseto e LFI di Arezzo. Le quattro società rimasero comunque proprietarie degli immobili mentre gli asset quali personale, veicoli ed attrezzature varie sono state conferite nella newco.
A partire dal 1º novembre 2021 Tiemme ha ceduto i suoi servizi di TPL alla società Autolinee Toscane, rimanendo attiva per la gestione di servizi scolastici, integrativi o sostitutivi in caso di interruzioni dei collegamenti ferroviari Trenitalia, turistici e di noleggio con conducente.

## Dati societari
Tiemme è una società per azioni con sede legale ad Arezzo. Il capitale sociale di 18 milioni di euro è suddiviso in larga parte tra le quattro società fondatrici:
- TRA.IN S.p.A. (36,72%)
- LFI S.p.A. (30,32%)
- RAMA S.p.A. (29,11%)
- ATM S.p.A. (2,44%)

Il rimanente 1,41% è costituito da azioni proprie della società.
Tiemme detiene inoltre le seguenti partecipazioni:
- Siena Mobilità S.c.a.r.l. (86,22%)[3]
- ByBus S.c.r.l. (59,91%)[4]
- Etruria Mobilità S.c.a.r.l. (52,56%)
- Mobit S.c.a.r.l. (25,77%)
- ONE S.c.a.r.l. (9,87%)[5]
- Ti-Forma S.c.a.r.l. (2,41%)
- LFI S.p.A. (0,44%)